# 誠德國際
誠德國際集團有限公司，簡稱誠德國際集團，以及誠德國際（英語：S. Megga International Holdings Limited，港交所除牌時0261.HK），在1975年，由梁理文（已故）家族創立一家電子公司，主要業務當時生產及銷售室內無綫電話。
在2000年7月12日，更名浩宇科技有限公司、中建科技集團有限公司，或者中建科技國際有限公司取代上市之前，該股份在1991年12月30日於香港交易所主板上市。由於在馬來西亞廠房投資失利，加上AT&T（後來分拆為阿爾卡特朗訊）取消合約，於是債台高築，故此進行債務重組，包括發行新股等。

## 連結
- CCT-Tech.com.hk